# チームミヤタ
チームミヤタ (Team Miyata) は、2007年まで存在していた自転車ロードレースチーム。

## 沿革
- 1973年 - 全日本実業団競技大会団体優勝、以後五連覇を果たす。
- 1983年 - チームの活動を一時休止。
- 1987年 - 宮田工業のクラブチーム「宮田工業チーム（ミヤタレーシングチーム）」として自転車競技部の活動を再開（現チームの発足）。
  - 以後、オリンピック出場選手（1992年：安藤康洋／バルセロナ、 1996年：真鍋和幸／アトランタ）を輩出するとともに、プロ契約選手の受け入れを始める。
- 1997年 - 富士重工がスポンサーとなり、チーム名を「ミヤタスバルレーシングチーム」に改称。
- 1998年 - ツール・ド・北海道で、当時所属していた行成秀人が個人総合優勝。
- 2005年 - UCIコンチネンタルチームに登録
- 2006年 - この年始まったサイクルロードレースジャパンツアー (J-Tour) シリーズで鈴木真理が初代王者となる。
- 2007年 - 富士重工とのスポンサード契約終了。チーム名を「チームミヤタ (Team MIYATA) 」に改称[1]。
  - 9月1日 - 2007年シーズン限りでプロロードチームとしての「チームミヤタ」の活動休止（事実上の解散）を発表。
- 2008年 - 宮田工業の社員選手による愛好会組織「グランフォンド・チームミヤタ」に改組。

## 2007年の所属選手
- 柿沼章 - キャプテン。チームブリヂストン・アンカーに移籍。
- 鈴木真理 - スキル・シマノに移籍。
- 高野淳 - 引退、自転車販売店就職へ。
- 中村誠 - チームブリヂストン・アンカーに移籍。
- 増田成幸 - 梅丹本舗・GDR・エキップアサダに移籍。
- 鈴木譲 - 愛三工業レーシングチームに移籍。
- 山下貴宏 - チームNIPPO・エンデカに移籍。
- 福田真平 - チームブリヂストン・アンカーに移籍。

## 過去の主な所属選手
- 吉田輝栄　のちに監督
- 吉田徹栄
- 目黒幸雄　のちにコーチ／監督
- 森幸春
- 高橋松吉
- 紙谷明
- 山宮正
- 松永かずはる
- 三浦恭資
- 岸原薫
- 田中英明
- 添田英雄（旧姓：藤原）のちにコーチ／メカニック
- 藤沢博　のちにスタッフ
- 砂田弓弦
- 中込辰吾
- 中込由香里（旧姓：三田村）
- 佐々木健年　MTB専属
- 安藤康洋
- 佐々木一丸
- 保見 清
- 切通 進
- 関口 渉
- 真鍋和幸
- 舘正成
- 石田俊之
- 中山大介
- 行成秀人
- 大澤昭広　のちにコーチ／メカニック
- 末澤暢英
- 栗村修　のちに監督
- 山本雅道
- 内山靖樹
- 森正和
- 浅野浩一
- 大塚潤
- 鈴木太地
- 小嶋洋介
- 辻貴光
- 石田哲也
- 品川真寛
- 橋本健
- 戸津井俊介　MTB専属
- 綾部勇成
- 中川康二郎
- 津末浩平
- 森山大知
- 西村拓也
- 三船雅彦
- 兎澤浩継

スタッフとして
- 橋本俊彦
- 元木則之
- 西井匠（旧姓：石井）
- 相川宗大
- 森川健一郎
- 絹代